# Erwartungswertfunktion
Eine Erwartungswertfunktion, Mittelwertfunktion bzw. Trendfunktion (auch Trend) ist eine reellwertige Funktion in der Theorie der stochastischen Prozesse, einem Teilgebiet der Stochastik. Sie kann jedem integrierbaren Prozess zugeordnet werden und gibt anschaulich an, welche Werte der Prozess zu welchem Zeitpunkt im Mittel annimmt. Anwendung finden Erwartungswertfunktionen beispielsweise bei der Theorie der Gauß-Prozesse, die durch die Kovarianzfunktion und die Erwartungswertfunktion eindeutig bestimmt sind, oder bei der Untersuchung von inhomogenen Poisson-Prozessen.

## Definition
Gegeben sei ein integrierbarer stochastischer Prozess {\displaystyle (X_{t})_{t\in T}}.
Dann heißt die Funktion
{\displaystyle M\colon T\to \mathbb {R} }
definiert durch
{\displaystyle M(t):=\operatorname {E} (X_{t})}
die Mittelwertfunktion des Prozesses. Hierbei bezeichnet {\displaystyle \operatorname {E} (X)} den Erwartungswert der Zufallsvariable {\displaystyle X}.
Interpretiert man die Indexmenge {\displaystyle T} als Zeit, so ordnet die Erwartungswertfunktion jedem Zeitpunkt {\displaystyle t} den mittleren Wert des stochastischen Prozesses zu diesem Zeitpunkt zu.

## Beispiel
Sei {\displaystyle (X_{t})_{t\geq 0}} ein Martingal bezüglich der Filtrierung {\displaystyle \mathbb {F} =({\mathcal {F}}_{t})_{t\geq 0}}. Per Definition gilt dann für alle {\displaystyle s>t}
{\displaystyle \operatorname {E} (X_{s}|{\mathcal {F}}_{t})=X_{t}}.
Durch Erwartungswertbildung und die Rechenregeln des bedingten Erwartungswertes erhält man
{\displaystyle \operatorname {E} (X_{s})=\operatorname {E} (\,\operatorname {E} (X_{s}|{\mathcal {F}}_{t}))=\operatorname {E} (X_{t})},
also
{\displaystyle M(t)\equiv \operatorname {E} (X_{0})}.
Somit besitzen Martingale konstante Funktionen als Erwartungswertfunktionen. Durch analoge Überlegungen lässt sich auch zeigen, dass Submartingale monoton wachsende Erwartungswertfunktionen besitzen und Supermartingale monoton fallende Erwartungswertfunktionen besitzen.